# معايير محاسبة التكاليف
معايير محاسبة التكاليف (المعروف باسم CAS) هي مجموعة مكونة من 19 معيارًا من المعايير والقواعد الصادرة من قبل حكومة الولايات المتحدة لاستخدامها في تحديد تكاليف المشتريات عن طريق التفاوض. تختلف معايير محاسبة التكاليف عن القانون الفدرالي للتملك (FAR) حيث ينطبق إلى حد كبير على جميع المتعاقدين، في حين تنطبق معايير محاسبة التكاليف في المقام الأول على المتعاقدين الأكبر.
ومع ذلك؛ فمن المناسب أن نذكر هنا أن في المشرق، أصدرت حكومة الهند طريقة معايير محاسبة التكاليف مرة أخرى في عام 1965.وقد قاموا مع ذلك بتوثيقها مؤخرا في حين تم تمكينها في قانون الشركات الذي تم عام 1956 ويعود إلى عام 1965.
قم بزيارة الموقع: http://www.casbicwai.org/casb/index.asp

## معلومات تاريخية
في عام 1970، أنشأ الكونجرس مجلس معايير محاسبة التكلفة الأصلية (CASB) من أجل 1) إصدار معايير محاسبة التكاليف لتحقيق التجانس والاتساق في مبادئ محاسبة التكاليف يليها مقاولو الدفاع والمقاولون من الباطن بموجب عقود فيدرالية بما يزيد على 100000 دولار و 2) وضع لوائح تتطلب مقاولي الدفاع والمقاولين من الباطن، كشرط للتعاقد، للكشف كتابةً عن ممارساتها في محاسبة التكاليف، لمتابعة ممارسات الإفصاح عنها باستمرار والامتثال لمعايير محاسبة التكاليف المنشورة. بعد اعتماد 19 معيارًا، تم حل مجلس معايير محاسبة التكلفة الأصلية الأصلي في 30 سبتمبر 1980، ورغم ذلك، ظلت المعايير نشطة.
ومع ذلك، تم إحياء CASB في عام 1988 داخل مكتب سياسة المشتريات الاتحادية (OFPP). ويتكون مجلس معايير محاسبة التكلفة الأصلية الحالي من خمسة أعضاء: مدير مكتب سياسة المشتريات الاتحادية (الذي يشغل منصب رئيس مجلس الإدارة) وعضو واحد من وزارة دفاع الولايات المتحدة (يشغل هذا المنصب مدير وكالة تدقيق عقود الدفاع) وإدارة الخدمات العامة والصناعة، والقطاع الخاص.

## المعايير
اعتمد مجلس معايير محاسبة التكاليف الأصلي 19 معيارًا، مرقمة من رقم 401 وحتى 420 (لم يتم مطلقًا تعيين الرقم 419). أعاد مجلس معايير محاسبة التكلفة الجديد اعتماد الـ 19 معيارًا الأصلية مع تعديلات طفيفة فقط، ولم يعتمد حتى الآن أية معايير جديدة.
| قياسي | Title                                                                         |
| ----- | ----------------------------------------------------------------------------- |
| 401   | الاتساق في تقدير التكاليف وتجميعها ووضع تقارير بها                            |
| 402   | الاتساق في تخصيص التكاليف المتكبدة لنفس الغرض                                 |
| 403   | تخصيص نفقات المكتب الرئيسي للقطاعات                                           |
| 404   | رسملة الأصول الملموسة                                                         |
| 405   | المحاسبة عن التكاليف غير المسموح بها                                          |
| 406   | تكلفة الفترة المحاسبية                                                        |
| 407   | استخدام التكاليف الموحدة للمواد المباشرة والعمالة المباشرة                    |
| 408   | المحاسبة عن تكاليف الغياب الشخصي المعوض عنه                                   |
| 409   | انخفاض قيمة الأصول الرأسمالية المادية                                         |
| 410   | تخصيص النفقات العامة والإدارية لوحدة الأعمال إلى أهداف التكلفة النهائية       |
| 411   | المحاسبة عن تكاليف اقتناء المواد                                              |
| 412   | تكوين وقياس تكاليف التقاعد                                                    |
| 413   | تعديل وتخصيص تكلفة التقاعد                                                    |
| 414   | تكلفة المال كعنصر من تكلفة تسهيلات رأس المال                                  |
| 415   | المحاسبة عن تكاليف التعويضات المؤجلة                                          |
| 416   | المحاسبة عن تكاليف التأمين                                                    |
| 417   | تكلفة المال باعتباره أحد عناصر تكلفة الأصول الرأسمالية تحت الإنشاء            |
| 418   | تخصيص التكاليف المباشرة وغير المباشرة                                         |
| 419   | غير مستخدم                                                                    |
| 420   | محاسبة تكاليف البحوث المستقلة والتطوير وتقديم العروض والعطاءات (IR&D and B&P) |

## قابلية تطبيق معايير محاسبة التكاليف
قد تخضع الشركة لتغطية معايير محاسبة التكاليف «بالكامل» (المطلوبة لاتباع جميع المعايير التسعة عشر)، تغطية معايير محاسبة التكاليف «المعدلة» (المطلوبة لاتباع المعايير 401 و402 و405 و406 فقط)، أو أن تكون معفاة من التغطية. على الرغم من ذلك، لن تكون الشركة الواقعة تحت التغطية «الكاملة» خاضعة للمعايير التي لا تنطبق عليها (أي أن الشركة التي لا تستخدم التكاليف المعيارية، لن تكون ملزمة بالامتثال لمعيار محاسبة التكاليف 407).
تنطبق التغطية «الكاملة» فقط عندما تتلقى شركة ما إما عقدًا تغطيه معايير محاسبة التكاليف بمبلغ 50 مليون دولار أمريكي أو أكثر، أو عددًا من العقود الأصغر التي تغطيها معايير محاسبة التكاليف المغطاة بمبلغ إجمالي 50 مليون دولار أمريكي. بالإضافة إلى الامتثال لجميع المعايير التسعة عشر (إن وجد)، يجب على الشركة أيضا تقديم بيان الإفصاح لمعايير محاسبة التكاليف، الذي يوضح على الممارسات المحاسبية للشركة (كما يحدث في حالة معاملة بعض التكاليف كمصروفات عقد مباشرة أو كجزء من حساب النفقات العامة). وهناك إصداران من بيان الإفصاح عن معلومات معايير محاسبة التكاليف: DS-1 وينطبق على الشركات التجارية في حين ينطبق DS-2 على المؤسسات التعليمية.
يتم تطبيق التغطية «المعدلة» عندما تتلقى شركة ما عقدًا واحدًا تغطيه معايير محاسبة التكاليف بمبلغ 7.5 ملايين دولار أمريكي أو أكثر.
وفي بعض الحالات، قد يتم إعفاء عقد من معايير محاسبة التكاليف:
- يتم إعفاء العقود الممنوحة للشركات الصغيرة من معايير محاسبة التكاليف، بغض النظر عن حجم العقد
- يتم إعفاء أي عقد تبلغ قيمته أقل من 7.5 ملايين دولار أمريكي، شريطة ألا يتم منح الشركة عقدًا أكبر من 7.5 ملايين دولار أمريكي، كما يتم إعفاء أي عقد قيمته أقل من 700000 دولار أمريكي
- عقود السلع التجارية
- العقود الممنوحة في إطار إجراءات العطاءات المختومة، أو حيث تتاح «المنافسة ذات السعر الملائم» (والمقصود هو عندما تكون هناك شركتان على الأقل تستطيعان تقديم العطاء وتنفيذ العقد، حتى إذا تم استلام عطاء واحد بعد ذلك)
- العقود التي يتم تعيين السعر بموجب القانون أو اللوائح
- العقود الممنوحة لحكومات أجنبية
- العقود الممنوحة لمجالات الاهتمام الأجنبية (لا يطلب سوى بيان الإفصاح عن المعلومات ومعايير محاسبة التكاليف 401 و 402 في هذه الحالة) (انظر CFR 9903,201-1 (ب))

وفي السابق، كانت يتم أيضًا إعفاء العقود التي يتم تنفيذ الأداء فيها كليًا خارج الولايات المتحدة (بما في ذلك الأراضي والممتلكات)، ولكن تمت إزالة هذا الإعفاء بالنسبة إلى العقود الجديدة السارية من 11 أكتوبر 2011.
وعلاوة على ذلك، ففي بعض الحالات حتى عندما تخضع الشركة لأحد المعايير، قد يتم تطبيق قواعد مختلفة في المعيار ذاته بشأن ما تقوم به الشركة. وكمثال على ذلك، وفقًا للمعيار 403 من معايير محاسبة التكاليف، إذا تجاوزت «النفقات المتبقية» (التي تعرف بأنها تلك المصروفات التي يتكبدها المكتب الرئيسي - عادة مكتب الشركة - ولا يمكن تعيينها لعقد معين أو مجموعة من العقود أو شريحة الشركة) في الشركة أ نسبة محددة من الإيرادات، فيجب على الشركة أ ابتاع صيغة «ثلاثية العامل» لتخصيص هذه النفقات، ولكن إذا لم تتجاوز النفقات المتبقية في الشركة ب للنسبة (حتى إذا كانت أكبر من ناحية القيمة المالية)، فيجوز للشركة ب اتباع الصيغة غير أنها ليست ملزمة بذلك.
1. ↑  Rayburn, Frank R. “Cost Accounting Standards Board )1970-1980-; 1988-).” In History of Accounting: An International Encyclopedia, edited by Michael Chatfield and Richard Vangermeersch. New York: Galrnad publishing, 1996. Pp. 178-180. نسخة محفوظة 17 ديسمبر 2019 على موقع واي باك مشين.

## وصلات ذات صلة
History of CAS and rules

 [Common Cost Reporting]
[www.icwai.org]